# Brouwerij De Klok (Aalst)
Brouwerij De Klok ook wel Brouwerij La Cloche of Brouwerij Monfils is een voormalige brouwerij gelegen in de Gentse Steenweg 12 te Aalst en was actief van 1902 tot 1938.

## Geschiedenis
De brouwerij werd vermoedelijk gestart door Albert Monfils die aan de Sint-Lievsn brouwerschool te Gent studeerde. De brouwerij was gelegen naast de pannenfabrikant Levionnois-De Blieck waar de ingangen naast elkaar waren.
Hoewel op bijna alle bronnen 1944 als sluiting wordt opgegeven werd het brouwen reeds voor de oorlog gestaakt in 1938. De laatste brouwer Albert Monfils overleed in 1942. Pas na de oorlog werd alles afgerond.

## Bieren[2]
- Bock
- Export
- Klokkenbier
- Oud Bier
- Triple d'Alost